# 3013 Dobrovoleva
3013 Dobrovoleva (1979 SD7) là một tiểu hành tinh vành đai chính được phát hiện ngày 23 tháng 9 năm 1979 bởi Chernykh, N. ở Nauchnyj.